# Суэйл-Поуп, Рози
Рози Суэйл-Поуп (родилась 2 октября 1946) — британская путешественница и писательница. Известна тем, что за пять лет пробежала марафон вокруг света, собрав 250 000 фунтов, которые пожертвовала на помощь детям-сиротам России. Также известна тем, что в одиночку переплыла через Атлантический океан на парусном судне, и в одиночку проехала через Чили (4 800 км) верхом на лошади.

## Биография
Рози родилась в Швейцарии. Её мать страдала от туберкулеза и умерла, когда Рози было два года. Отец был военным и служил в британской армии, поэтому Рози жила в Ирландии у своей бабушки по отцовской линии, которая была прикована к постели. Когда Рози было пять лет, её отец снова женился и переехал со своей новой женой в Ирландию, где у них родилось несколько детей. Несмотря на то, что он с новой женой и детьми жил совсем неподалеку, Рози осталась в доме бабушки. В этом доме она ухаживала за лошадью, четырьмя ослами, семью козами и коровой по имени Клеопатра.Там она научилась ездить верхом, часто катаясь на лошади и исследуя сельскую местность.
Бабушка Рози была очень религиозной и боялась, что в местная школа дурно повлияет на девочку, поэтому Рози получила домашнее образование. Хотя в основном её обучение заключалось в написании сочинений о том, как она проводила каждый день, это оказалось для неё полезным навыком в дальнейшем, когда она начала писать книги о своих путешествиях. А после смерти отца, когда ей было тринадцать лет, её отправили в школу-интернат для девочек.
В 18 лет она устроилась на свою первую работу — репортером в религиозную газету, хотя проработала там совсем недолго. После увольнения она начала путешествовать. Она путешествовала автостопом по Дели, Непалу и России, почти без денег и багажа.
Позже она вышла замуж и переехала жить в Лондон, получив британское гражданство.

## Первое кругосветное путешествие

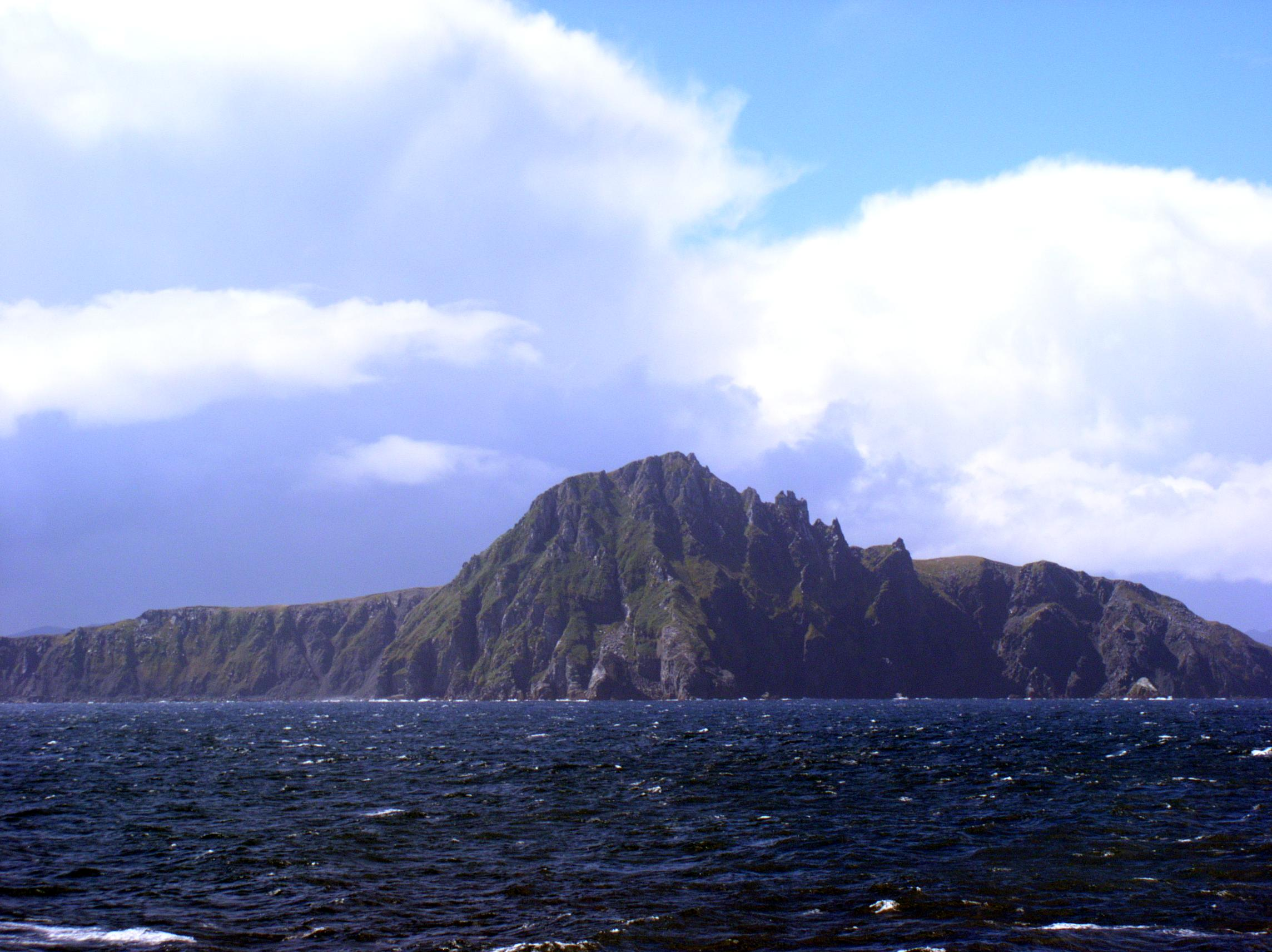
Мыс Горн

В свое первое кругосветное путешествие Рози отправилась в 1971 году, когда ей было 25 лет. Они с мужем купили девятиметровый катамаран (названный Аннализ в честь сестры Рози, которую она знала только по фотографиям) и на нём начали свой путь с Гибралтарского пролива. С ними в этом путешествии была их дочь, Ева. Это путешествие частично спонсировала газета Daily Mail и Нидерландский новостной телеканал, которые снабдили их камерами, чтобы семья могла записывать для них сюжеты из путешествия. Суэйл-Поуп проплыли 48 300 км по Атлантическому океану, через панамский канал и Тихий океан, делая остановки в разных странах, и в 1973 году достигли Австралии. Они стали первыми, кто проплыл вокруг мыса Горн на катамаране.
Несмотря на то, что Рози и её муж были тщательно подготовлены к путешествию, всё трижды чуть не закончилось катастрофой. Однако они преодолели трудности и благополучно вернулись домой. В своем путешествии они использовали только старый компас, морские карты и секстант. К моменту, когда семья прибыла к конечному пункту назначения, Рози успела закончить две свои первые книги.

## Пересечение Атлантики
В 1983 году Рози в одиночку пересекла Атлантический океан на маленьком (5,2 метра) катере, который она назвала Fiesta Girl. Рози хотела стать четвёртой женщиной, совершившей подобное путешествие (Первой была Энн Дэвисон, за ней шли Николетт Милнес-Уокер и Клер Фрэнсис), но также её целью было собрать деньги для Королевского госпиталя в Лондоне.
Рози не взяла с собой большого количества снаряжения. Во время плаванья она ориентировалась по звездам с помощью наручных часов. Рози прибыла на остров Статен-Айленд спустя 70 дней после отплытия, тем самом побив предыдущий рекорд.

## Через Чили на лошади
Через год после пересечения Атлантики, Рози решила снова взглянуть на мыс Горн и спланировала путешествие к нему через Чили. Рози отправилась в свое путешествие верхом на лошади. В путешествии она один раз сменила лошадь.

По планам Рози поездка должна была занять четыре месяца, но на самом деле она продлилась четырнадцать месяцев. В первую же неделю путешествия, Рози попала в песчаную бурю в пустыне. Позже она упала с лошади и сломала себе два ребра. Рози также столкнулась с голодом и плохой погодой, которые затянули её поездку. На мыс Горн её удалось добраться только 2 сентября 1985 года, спустя 409 дней после того, как она начала путешествие. Об этом путешествии она написала в своей четвёртой книги — Назад к мысу Горн (Back to Cape Horn).

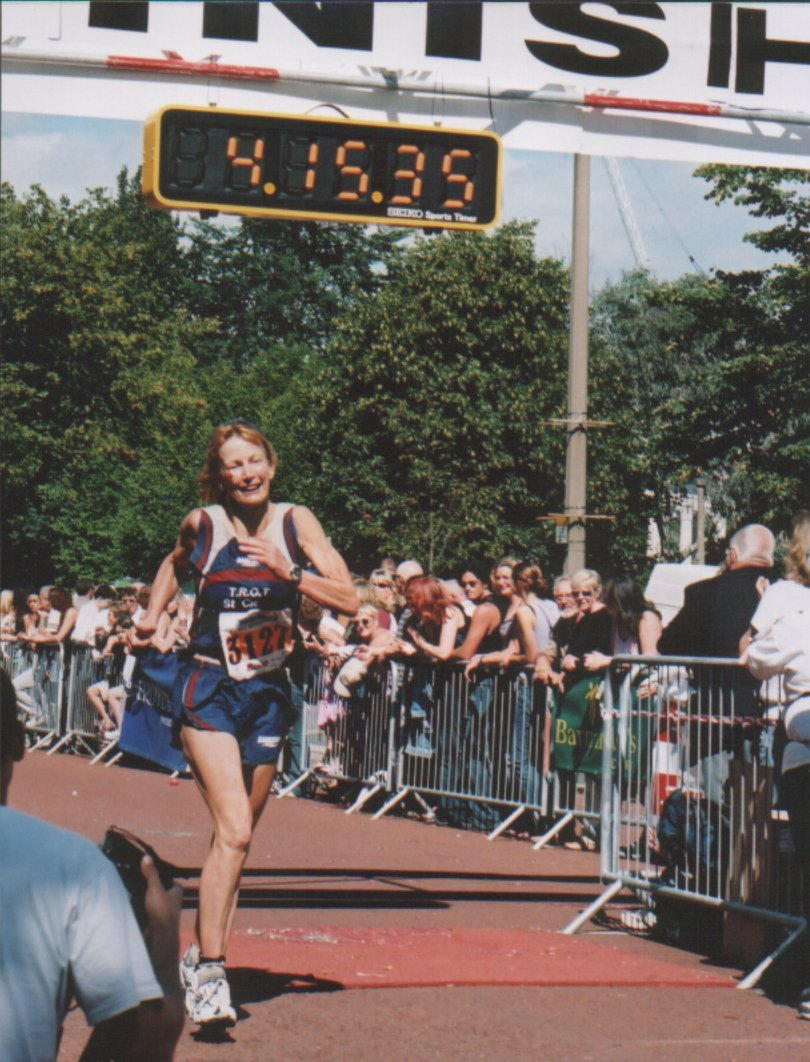
Рози на марафоне в 2002 году

## Пешие прогулки и марафоны
25 сентября 1987 года Рози отправилась в свою «Прогулку по Уэльсу». Она несла с собой все необходимое, включая палатку, её также снабжал припасами муж. Рози прошла 2 213 км по зимнему городу.
В 1997 году во время марафона Marathon des Sables она пробежала 243 км по пустыне Сахаре. Это заняло шесть дней. Как и все участники марафона, она несла все необходимое с собой в рюкзаке. Этот забег она повторила в 2000 году. Рози также любила участвовать в городских марафонах и совершать собственные марафоны в разных странах. Она бегала через Румынию, в одиночку пробежала 1610 км по Исландии, совершила ультрамарафон по южной Америке, таким образом отметив миллениум и это ещё далеко не все её марафоны Некоторые из её забегов были сделаны с целью благотворительности, например благодаря своему непальскому марафону она собрала 8000 долларов для поддержки удаленных сельских районов Непала, и одновременно с этим поставила новый мировой рекорд по длительности забега (68 дней).
В 2003 году Рози решила пробежать вокруг света. Она хотела сделать это в одиночку, без команды поддержки и с минимальными припасами (еду и вещи она везла в маленькой тележке). Рози задумала таким образом собрать деньги для детей-сирот из России, а также привлечь общественное внимание к проблеме рака (от которого умер её второй муж). Её забег начался 2 октября, в день когда ей исполнилось 57 лет. Во время её пятилетнего забега её сын поддерживал веб-сайт, на котором размещал всю информацию о её прогрессе. Рози успешно завершила свой марафон вокруг света, преодолев 32 000 километров. Ей удалось собрать 25000 фунтов на благотворительность.

## Книги
- Rosie Darling, 1973 год
- Children of Cape Horn, 1974
- Libras Don’t Say No, 1980
- Back to Cape Horn, 1986
- Winter Wales, 1989
- Just a Little Run Around the World, 2009